# Алгоритм кукушки
Алгоритм кукушки (англ. Cuckoo search) — один из алгоритмов роевого интеллекта, представляет собой оптимизационный алгоритм, разработанный Янг Синьшэ (Xin-She Yang) и Суашем Дебом (Suash Deb) в 2009 году. 
Вдохновением для его создания послужил гнездовой паразитизм некоторых видов кукушек, что подкладывают свои яйца в гнезда других птиц (других видов птиц). Некоторые из владельцев гнезд могут вступить в прямой конфликт с кукушками, что врываются к ним. Например, если владелец гнезда обнаружит, что яйца не его, то он или выбросит эти чужие яйца или просто покинет гнездо и создаст новое где-то в другом месте.
Некоторые виды кукушек, такие как гнездовые паразиты с Нового мира, например полосатая или четырёхкрылая кукушка (Tapera naevia), эволюционировали таким образом, что самки очень часто специализируются на имитации цветов и структуры яиц избранных видов птиц-хозяев.

## Алгоритм
Для простоты описания нового алгоритма кукушки воспользуемся следующими тремя идеализированными правилами:
- Кукушка закладывает по одному яйцу за раз, и сбрасывает его в случайно выбранном гнезде;
- Лучшие гнезда с высоким качеством яиц (решения) переносятся на следующие поколения;
- Количество доступных хозяйских гнезд фиксировано, и хозяин может обнаружить инородное яйцо с вероятностью Pa ∈ [0, 1]. В этом случае птица-хозяин может либо выбросить яйцо из гнезда, либо покинуть гнездо, чтобы построить совершенно новое гнездо в новом месте.

Схему алгоритма можно представить в следующем виде:
1. Инициализируем популяцию S = (si, i ∈ [1 : |S|]) из |S| хозяйских гнёзд и кукушку, т.е. определяем начальные значения компонентов векторов Xi; i ∈ [1 : |S|], и вектор начального положения кукушки Xc;
2. Находим новое Xc, с помощью полётов Леви (см. следующий раздел).
3. Случайным образом находим гнездо si: i ∈ [1 : |S|], и, если f(Xc) > f(Xi), заменяем яйцо в этом гнезде на яйцо кукушки, т.е. полагаем Xi = Xc;
4. С вероятностью pa удаляем из популяции некоторое число худших случайно выбранных гнезд и строим новые гнезда в местах определённых с помощью полётов Леви.
5. Если поколение достигло заданного предела, то заканчиваем алгоритм, иначе переходим ко второму шагу.

## Полёты Леви
В природе животные ищут пищу случайным образом. В общем, путь поиска пищи животного является фактически случайным блужданием, потому что следующий ход основан на текущем местоположении и вероятности перехода на следующее местоположение. Какое направление он выбирает зависит неявно от вероятности, которая может быть смоделирована математически. Например, различные исследования показали, что полетные поведения многих животных и насекомых продемонстрировали типичные характеристики полетов Леви. Когда мы находим новое положение кукушки мы реализуем полёты Леви по следующей формуле: 

```
          X
c
(t+1)  = X
c
(t) + α ⊕ Levy(λ)
```

где, t – поколение или номер итерации, a – размер шага, который зависит от масштаба задачи (обычно принимают равной единице), ⊕ - произведение Адамара.

## Улучшенный алгоритм кукушки
Вместе с тем, в стандартном алгоритме Cuckoo search вероятность pa и параметры полёта Леви являются константами. Существует улучшенный алгоритм кукушки (Improved Cuckoo Search, ICS), который использует динамические значения этих параметров. В целях повышения точности целесообразно использовать большие значения величин pa и a на начальных итерациях, и меньшие значения на поздних.